# فيلفرانش سور مير
فيلفرانش سور مير بلدية تقع في إقليم الألب البحرية التابع لمحافظة بروفنس ألب كوت دازور في الريفييرا الفرنسية. تعتبر مسقط رأس الكثير من المشاهير أبرزهم تينا ترنر وكيث ريتشاردز.

## توأمة
لفيلفرانش سور مير اتفاقيات توأمة مع كل من:
- Plan-les-Ouates [الإنجليزية]‏
- بورديغيرا
- فيلافرانكا دستي